# Anisopodus costaricensis
Anisopodus costaricensis es una especie de escarabajo longicornio del género Anisopodus, tribu Acanthocinini, subfamilia Lamiinae. Fue descrita científicamente por Lara y Shenefelt en 1964.

## Descripción
Mide 12,2 milímetros de longitud.

## Distribución
Se distribuye por Costa Rica, Honduras y Panamá.